# NTKセラテック
株式会社NTKセラテックは、宮城県仙台市泉区に本社を置く、セラミックス製品および半導体や液晶の製造装置を製造販売している企業である。日本特殊陶業の子会社。

## 会社所在地
本社
- 宮城県仙台市泉区明通三丁目24番地1 （泉パークタウン内）

営業本部
- 東京都中央区神田須田町一丁目34番4号

仙台西工場
- 宮城県仙台市泉区明通三丁目5番

## 沿革
- 1987年7月7日 - 日本セメント（現在の太平洋セメント）から分離し、ファインセラミックス製造販売企業として「株式会社日本セラテック」設立。
- 2002年4月 - 「株式会社メガセラ」と合併。
- 2003年11月 - 株式をジャスダック市場上場。
- 2005年 - 東京証券取引所2部上場。
- 2005年10月 - 金属基複合セラミックスを製造販売する、「セランクス株式会社」と合併。
- 2006年3月 - 東京証券取引所1部上場。
- 2009年11月1日 - 株式交換により太平洋セメントの完全子会社化。
- 2015年4月1日 - 株式譲渡により日本特殊陶業の完全子会社となる[1]。
- 2016年4月1日 - 「株式会社NTKセラテック」に商号変更。
- 2026年12月 - 半導体製造装置向けセラミックス製品の新工場（宮城県富谷市）稼働（予定）[3]。